# Вернер II фон Боланден
Вернер II фон Боланден (на немски: Werner II von Bolanden; * пр. 1134; † 1198) е господар на Боланден и фогт на Ингелхайм.

## Произход и управление
Той е син на Вернер I фон Боланден († 15 октомври 1135) и по-голям брат на Филип I фон Боланден. Баща му е църковен служител (ministerialis) на архиепископа на Майнц.
Преди 1129 г. Вернер II подарява манастир Хане близо до фамилния замък. Вернер II фон Боланден е споменат за пръв път ок. 1158 г. като участник във въстанието на министерилитетите и благородниците от Майнц против архиепископ Арнолд фон Зееленхофен. От 1163 г. той е редовно в свитата на император Фридрих I, от когото получава задачи в Германия и Италия. През 1183 г. е един от преговарящите при мирния договор с Ломбардската лига. Манастир Лорш му дава ок. 1190 г. като феод кралското имение Шамба („curia in Chamben“).

## Фамилия
Вернер II се жени за Гуда фон Вайзенау († 1180), дъщеря на Дудо II фон Вайзенау. Те имат децата:
- Филип II фон Боланден († 1187/1198), женен за Хилдегард? фон Хагенхаузен, или за Хилдегард фон Епщайн, дъщеря на Готфрид I († сл. 1190), господар на Епщайн, сестра на Зигфрид II фон Епщайн архиепископ на Майнц
- Вернер фон Боланден († сл. 1219), домхер в Майнц

Около 1220 г. фамилията се разделя на линиите Боланден, Фалкенщайн и Хоенфелс.